# 漢氏山葡萄
漢氏山葡萄。別名有山葡萄、大本山葡萄、冷飯藤（líng-pn̄g-tîn）、耳空仔藤（hīnn-khang á tîn）、光叶蛇葡萄等。

## 地理分佈
臺灣低海拔地區灌木叢中。中國中南部、菲律賓、日本、寮國、越南及韓國皆有其分佈。

## 形態特徵
- 莖：幼莖光滑或近光滑。[4]多年生蔓性木質藤本。枝條上有皮孔。髓為白色。[3]
- 葉：互生，單葉或複葉。上表面光滑。葉基近平截或略心形。[4]葉緣不裂或 3~5 淺至深裂。[6]
- 花：兩性花，5 個雙分叉的聚繖花序，與葉對生。花萼不明顯；花盤呈現杯狀；子房有 2 室；[4]雄蕊較短，5 枚，與花瓣對生。[3]
- 果：漿果，球型。一開始呈綠白色，慢慢轉變成淡紅紫色，最後成熟時呈藍紫色。表面有斑。內有 1~3 顆種子。[3]

## 用途
傳統藥學上有時作為藥用植物，但下列相關療效並無任何實證。
- 根：煎汁據說可作為刀傷及眼疾之洗滌劑。[3]
- 莖：性辛味苦，具清熱解毒、袪風活絡、散瘀破結、利尿、止痛等功效。可搭配其它中藥材，據說可治療跌打損傷、風溼所造成的關節痛。[3]
- 果：在中藥裡被稱為紫葛。民間療法中，據說可用於肝異常、血濁、心臟或膀胱產生問題，小便混濁或帶血。[7]榨汁可作為惡瘡、腫毒之外用洗劑。[3]

## 同物異名
- Ampelopsis brevipedunculata var. hancei (Planch.) Rehder
- Ampelopsis glandulosa var. glabrifolia (Honda) Momiy.
- Ampelopsis sinica var. hancei (Planch.) W.T.Wang